# Аргентино-польські відносини
Аргентино-польські відносини - двосторонні дипломатичні відносини між Аргентиною та Польщею.

## Історія
Наприкінці 1800-х прибула перша велика партія польських емігрантів до Аргентини, які втекли від злиднів і війни в рідній країні та заснували поселення в аргентинській провінції Місьйонес.
У 1918  наприкінці Першої світової війни відбувся перший офіційний контакт між країнами після проголошення незалежності Польщі.
У 1920 Аргентина та Польща офіційно встановили дипломатичні відносини, які були розірвані після вторгнення нацистської Німеччини до Польщі у вересні 1939.
20 червня 1946 після закінчення Другої світової війни дипломатичні відносини між Аргентиною та Польщею відновлені, потім країни відкрили дипломатичні представництва у столицях одна одної.
В 1964 країни підвищили статус дипломатичних представництв до посольств.
У роки існування Польської Народної Республіки та Брудної війни в Аргентині відносини між країнами перебували на низькому рівні.
У 1986 віце-президент Аргентини Віктор Іполіто Мартінес здійснив офіційний візит до Польщі.
У жовтні 1990 президент Аргентини Карлос Менем став першим главою держави, який відвідав Польщу.
У лютому 1995 президент Польщі Лех Валенса відвідав з офіційним візитом Аргентину.
В Аргентині існує друга за кількістю польська громада в Латинській Америці (після Бразилії), що налічує близько 500 000 поляків та їх нащадків.

## Торгівля
У 2015 обсяг товарообігу між країнами становив суму 744 млн. доларів США.
Експорт Аргентини до Польщі: соєве борошно, рибне філе, фрукти, горіхи та вино.
Експортом Польщі до Аргентини: сталеві заготовки, гірничодобувна техніка, двигуни, побутова техніка, дроти та телевізійні екрани.

## Дипломатичні представництва
- Аргентина має посольство у Варшаві[8].
- Польща має посольство в Буенос-Айресі[9].